# Sojuz TM-7
Sojuz TM-7 je označení sovětské kosmické lodi, ve které odstartovala mise k sovětské kosmické stanici Mir.

## Posádka

### Startovali
- Alexandr Volkov (2)
- Sergej Krikaljov (1)
- Jean-Loup Chrétien (2) – Francie

### Přistávali
- Alexandr Volkov (2)
- Sergej Krikaljov (1)
- Valerij Poljakov (1)

V závorkách je uveden dosavadní počet letů do vesmíru včetně této mise.